# ESTDCU (камуфляж)
Камуфляж ESTDCU (акронім від англ. ESTonian Digital Camo Uniform) — піксельний деформаційний військовий камуфляж Збройних сил Естонії, що використовується з 2006 року. Камуфляж був розроблений Андресом Люллем за контрактом з Центром матеріально-технічного забезпечення Сил оборони Естонії.

## Історія

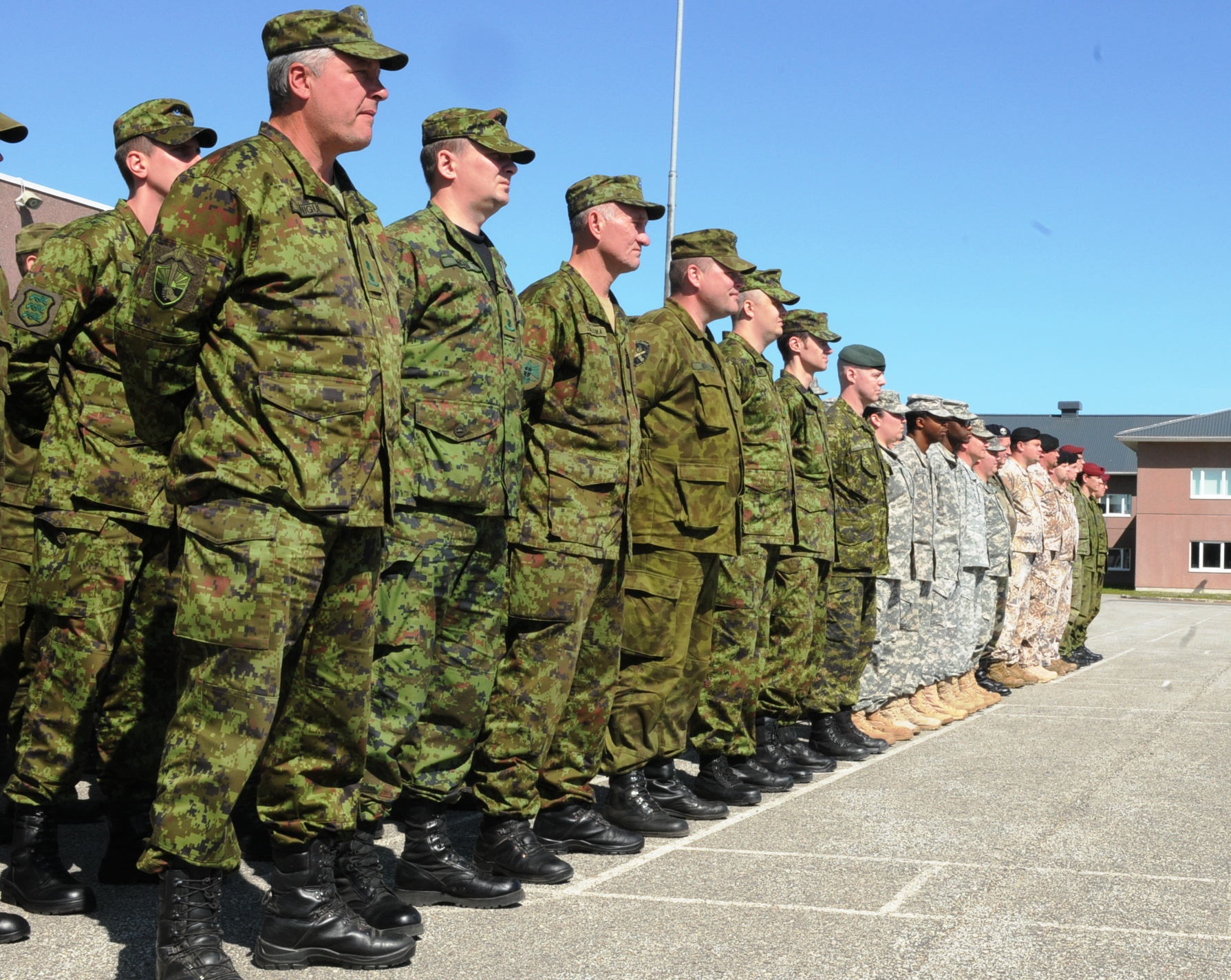
Естонські солдати в лісовій версії камуфляжу ESTDCU (на передньому плані) на навчаннях Saber Strike 2012

Після отримання незалежності в 1991 році Естонські збройні сили Естонії використовували старий радянський камуфляж і камуфляжі, передані країні країнами НАТО, зокрема переданий у 2000 році країнам Балтії данський камуфляж M/84.

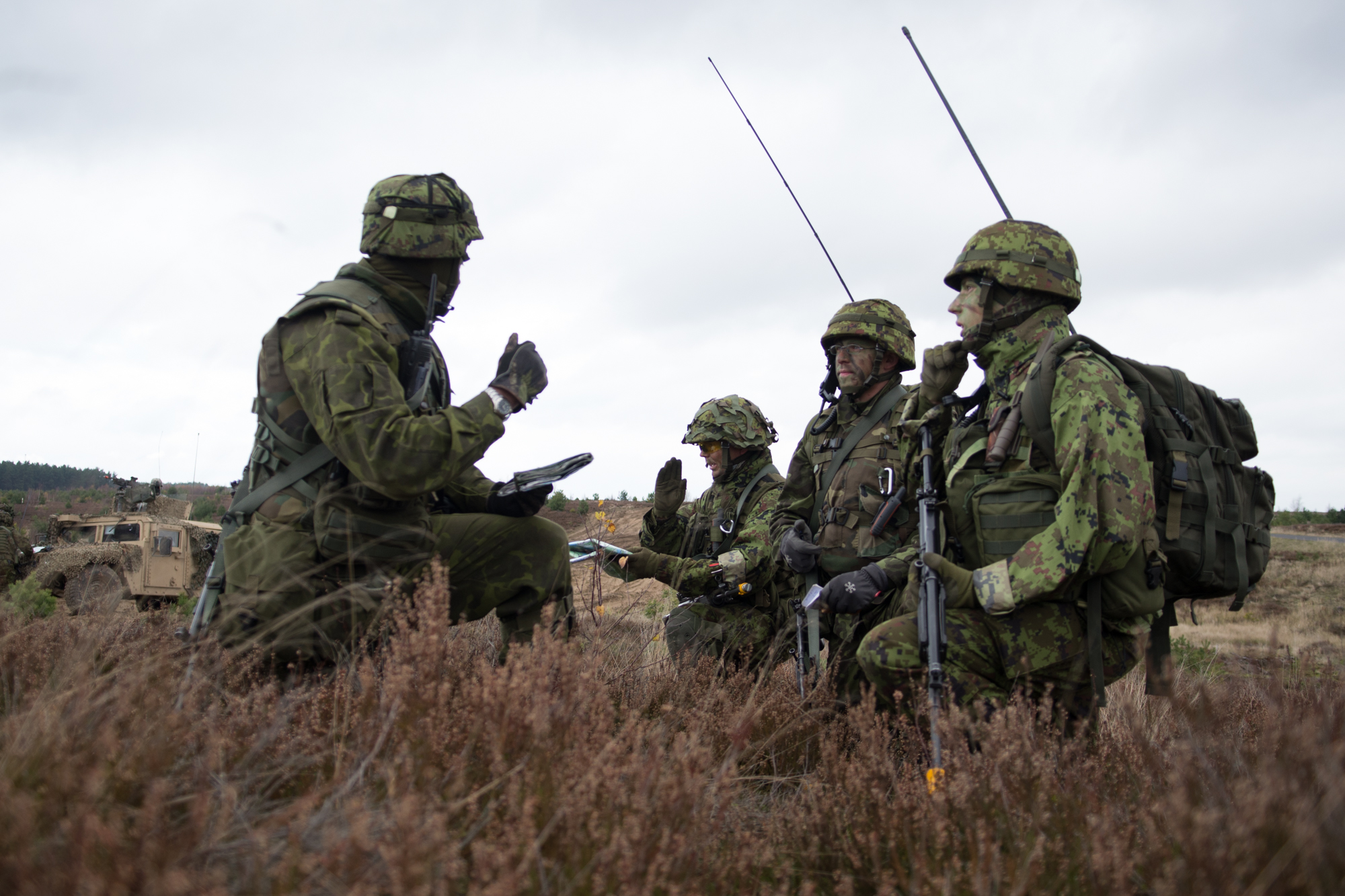
Естонські військові в камуфляжі ESTDCU під час навчань у 2013 році

Розробка власного камуфляжу почалася у 2005 році, коли Міністерство оборони Естонії доручило Андресу Луллю розробити новий тип камуфляжу для збройних сил цієї країни. Перший тестовий зразок нової уніформи, що був схожий на канадський камуфляж CADPAT і складався з чорних, оливково-зелених та охрових пікселів на світло-зеленому фоні був представлений у 2005 році. Камуфляж ESTDCU був прийнятий на озброєння ЗСЕ у 2006 році.

## Версії
На ряду зі стандартною «лісовою» версією камуфляжу була також розроблена «пустельна» версія, що використовувалась естонськими військовослужбовцями в Афганістані.

## Користувачі
- Естонія: використовується Збройними силами Естонії та добровольчим воєнізованим формуванням Кайтселіт[4].